# Etienneus africanus
Etienneus africanus — вид телифонов (семейство Thelyphonidae). Единственный вид из этого отряда, обитающий на африканском континенте, что и явствует из названия. Эндемик Сенегала, Гамбии и Гвинеи-Бисау, встречается и в Гвинее.

## Описание
Длина этого паукообразного достигает 30—35 мм. Как и все телифоны, имеет хвост (хвостовую нить), хелицеры и педипальпы.

## Оригинальные публикации
- Hentschel, 1899 : Zur geographischen Verbreitung der Thelyphoniden. Zoologischer Anzeiger, vol. 22, p. 429—431
- Heurtault, 1984 : Identité d’Hypoctonus africanus Hentschel et d’Hypoctonus clarki Cooke et Shadab (Arachnides: Uropyges). Revue Arachnologique, vol. 5, p. 115–123.